# Службы развёртывания Windows
Windows Deployment Services — серверная технология Microsoft для установки по сети операционных систем семейства Windows. Является преемником технологии RIS (Remote Installation Services). WDS предназначена для удалённого развёртывания Windows: Vista, 7, 8, Server 2008, Server 2012 и др. WDS включена в качестве Роли Сервера во все 32-х и 64-х битные версии Windows Server 2008, а также в качестве опционально устанавливаемого компонента в Windows Server 2003 SP2.

## Автоматический захват и применение образа
WDS связывается с конечным компьютером по PXE для загрузки мини-версии Windows, известной как Windows PE, которая выполняет установку и настройку будущей клиентской системы. WDS включает в себя репозиторий для образов операционных систем загружаемых по PXE, а также репозиторий для образов ОС, которые будут в конечном итоге установлены на удалённый компьютер.
При наличии мультизагрузки WDS предоставляет конечному пользователю загрузочное меню для выбора образа загрузки.

## Автоматизация Windows PE с помощью пакета WAIK
Для упрощения задачи записи и применения образов существуют два специальных скриптовых загрузочных образа Windows PE, которые автоматизируют эти задачи. Эти скриптовые загрузочные образы Windows PE создаются с помощью пакета автоматической установки Windows в сочетании с установочным носителем Windows 7 содержащим исходные образы. Загрузочный образ Windows PE может быть 32-х и 64-х битным. 32-х битный совместим с большим количеством оборудования.
Трудность загрузки Windows PE состоит в том, что она должна включать в себя сетевые и дисковые драйверы контроллеров, предназначенные для работы с целевым аппаратным обеспечением. Процесс добавления драйверов в загрузочный образ Windows PE может быть автоматизирован с помощью серверной консоли WDS:
1. Выбрать источник WIM-образа, которым может быть оригинальный образ Windows 7 или ранее созданный WIM-образ.
2. Выбрать необходимый драйвер в WIM.
3. WDS монтирует WIM по виртуальному пути, добавляет драйверы и создаёт новый WIM.
4. Обновленный WIM этого образа добавляется к секции загрузочных образов в хранилище WDS.

Эту операцию можно повторить и позже; например, если при установке новой системы текущая Windows PE не будет иметь необходимых сетевых драйверов, то загрузочный образ обновляется дополнительными драйверами, использующими интерфейс WDS, и автоматически повторно добавляется в коллекцию загрузочных образов WDS заменяя оригинал.
Обновление драйверов в WIM для единичных установок ОС можно не производить при условии, что после подготовки системы (SysPrep) жёсткий диск будет извлечён и установлен в компьютер с поддерживаемой сетевой картой либо подключён как внешний.

## Системы автоматизации WDS и двойной загрузки
Применение и автоматизация ввода WDS напрямую не поддерживают операционные системы с двойной загрузкой. Только одна операционная система может одновременно быть зафиксирована и развёрнута. Автоматизированный процесс захвата работает только с отдельными разделами содержащими установку операционной системы Windows утилитой SysPrep. Она не будет захватывать разделы данных с пометкой «только для чтения».
Тем не менее применение и автоматизацию ввода WDS напрямую можно использовать чтобы дублировать и создавать системы с двойной загрузкой, если каждая операционная система фиксируется. Как правило Windows XP и более старые ОС должны быть применены в целевой системе до Vista в связи с различными системными загрузчиками.

## Руководство захвата и развёртывания образа
Можно создавать сценарии, которые выполняют захват и обработку, используя инструменты командной строки, предусмотренные Microsoft. Тем не менее, приёмы для этого являются сложными и трудными.
Участвующими средствами являются:
- DISM — система обслуживания образов развёртывания и управления, используется для добавления драйверов для загрузочных образов Windows PE.
- ImageX — используется для захвата и применения образов. Создаёт либо единую структуру WIM, либо для редупликации данных с использованием второго общего ресурса WIM. Не требует сервера развёртывания Windows для захвата или применения образов. Может работать с общей сетевой папкой или с сетевого диска.
- WDSUTIL — команда, используется для управления сервером WDS без графического интерфейса пользователя.

С помощью ImageX можно создать WIM не требующий исходной операционной системы.
Для подготовки к развёртыванию образов Windows 2000, XP, Vista и Windows 7 необходимо использовать утилиту SysPrep. Она обезличивает разворачиваемую систему позволяя каждой развёрнутой системе иметь свои уникальные идентификаторы.